# ريتشارد موس
ريتشارد هـ. موس، عالم مناخ ورئيس سابق للجنة الاستشارية للتقييم الوطني المستدام للمناخ، حيث كان مسؤولاً عن دعم نشر التقرير الخاص بعلوم المناخ والتقييم الوطني الرابع للمناخ.
شغل موس سابقًا منصب نائب الرئيس والمدير العام لتغير المناخ في الصندوق العالمي للحياة البرية والمدير الأول للطاقة والمناخ في مؤسسة الأمم المتحدة. كان موس عضوًا في اللجنة الدولية للتغيرات المناخية منذ عام 1993.